# ايشليكي (كوركا)
ایشلیکي (بالفارسية: ایشلیکی) هي قرية تقع في إيران في قسم كورکا الريفي. يقدر عدد سكانها بـ 168 نسمة بحسب إحصاء 2016.